# ماریانا دراگوتان
ماریانا دراگوتان (به انگلیسی: Mariana Draguțan،  زادهٔ ۲۹ اکتبر ۱۹۹۹) یک کشتی‌گیر آزادکار اهل کشور مولداوی است. وی سابقه حضور در المپیک ۲۰۲۴ پاریس را دارد.  
از افتخارات وی می‌توان به کسب مدال برنز مسابقات قهرمانی کشتی جهان ۲۰۲۳ اشاره کرد.